# Chiesa di Santa Lucia (Martignana di Po)
La chiesa di Santa Lucia è la parrocchiale di Martignana di Po, in provincia e diocesi di Cremona; fa parte della zona pastorale 5.

## Storia
La prima citazione di una chiesa a Martignana di Po, dedicata all'Esaltazione della Santa Croce e ai Santi Serafini, risale al 1385 ed è da ricercare nel Liber Synodalium, in cui si legge che era filiale della pieve di San Giacomo.

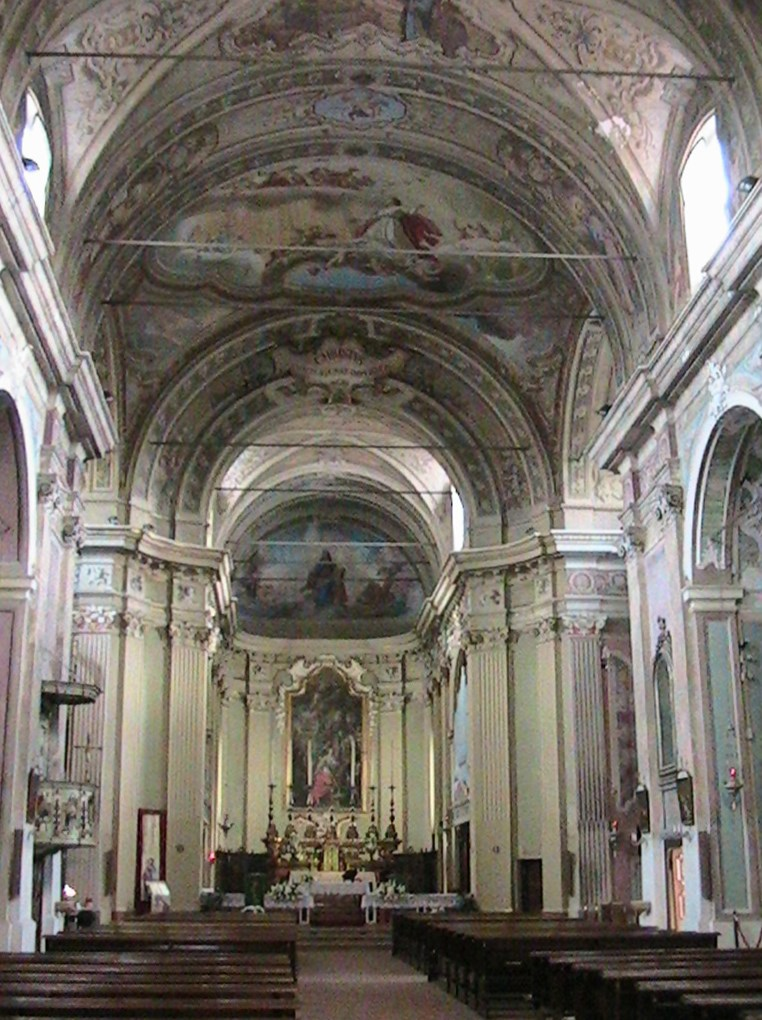
L'interno

Tra i secoli XV e XVI il paese vu ricostruito in una posizione diversa, più riparata dal fiume Po e la parrocchialità venne trasferita dall'antica chiesa presso l'argine a quella nuova nel borgo.
Dalla relazione della visita pastorale del 1601 del vescovo Cesare Speciano s'apprende che la chiesa, la quale aveva alle sue dipendenze le chiese di Santa Maria della Natività e di San Serafino presso l'argine, era compresa nel vicariato di Casalmaggiore, che a servizio della cura d'anime c'erano un parroco e un curato coadiutore e che i parrocchiani erano 800.
L'attuale parrocchiale venne edificata tra il 1754 ed il 1755.
Nel 1779 i fedeli ammontavano a 1202, saliti a 1200 nel 1786, anno in cui il clero risultava composto dal parroco, due sacerdoti e da un curato coadiutore.
Alla fine del XIX secolo la chiesa fu per un breve periodo a capo dell'effimero vicariato di Martignana, che comprendeva anche le parrocchie di Agoiolo, Borgolieto, Gussola e Vicobellignano.

## Descrizione
La facciata è in stile neoclassico ed è caratterizzata da quattro lesene ioniche e da un finestrone centrale.
L'interno è a croce latina, ad un'unica navata e con tre cappelle laterali per lato; qui sono conservate pregiate opere di Giovanni Trotti e di Andrea Mainardi.
Accanto alla chiesa sorge il campanile, alto 45 metri.